# 수사 (피에몬테주)
수사(Susa, 라틴어: Segusio, 라틴어: Secusia, 프랑스어: Suse, 프랑코프로방스어: Suisa)는 이탈리아 피에몬테주 토리노 광역시에 있는 도시이자 코무네이다. 수사 계곡의 중앙에 위치하며, 코티알프스 기슭의 체니스키아강과 포강의 지류인 도라 리파리아강이 합류하는 지점에 자리 잡고 있으며, 토리노에서 서쪽으로 51km (32마일) 떨어져 있다.

## 역사
수사 (라틴어: Segusio)는 리구리아인에 의해 건설되었다. 이곳은 세구시니 (코티라고도 불림)의 수도였다. 기원전 1세기 후반에 자발적으로 로마 제국의 일부가 되었다. 중앙 광장인 피아차 사보이아 발굴에서 로마 도시의 유적이 발견되었다. 수사는 알프스 코티아 지방의 수도였다. 중세 역사가 로둘푸스 글라베르에 따르면, 수사는 "알프스 도시 중 가장 오래된 도시"였다.
중세와 근대 시대에 수사는 남프랑스와 이탈리아를 연결하는 도로의 중심지로서 중요성을 유지했다. 토리노 변경 (때로는 "수사 변경")의 백국 또는 후작령의 일부였다. 1167년, 신성 로마 황제 프리드리히 1세와 신성 로마 황후 베아트리스는 이곳에서 공격을 받았다. 황제는 마부로 변장하여 도주했고, 황후는 1168년 떠나는 것이 허락될 때까지 감금되었다. 1174년 황제는 복수를 위해 수사를 약탈했다. 수사는 아마도 사보이 백작의 가장 초기 주화 주조지였을 것이다. 11세기에서 12세기에 "Secusia"가 뒷면에 새겨진 주화가 존재한다.
13세기 이탈리아의 교회법학자 헨리 오브 세구시오 (활동명 오스티엔시스, 1200년경 – 1271년)는 이 도시에서 태어났다. 나폴레옹 시대에 새로운 도로인 비아 나폴레오니카가 건설되었다. 도시의 통신 허브로서의 역할은 최근 프랑스로 향하는 제안된 토리노-리옹 고속철도 연결 (TAV) 건설을 둘러싼 전국적인 논쟁으로 다시 확인되었다.

## 주요 명소

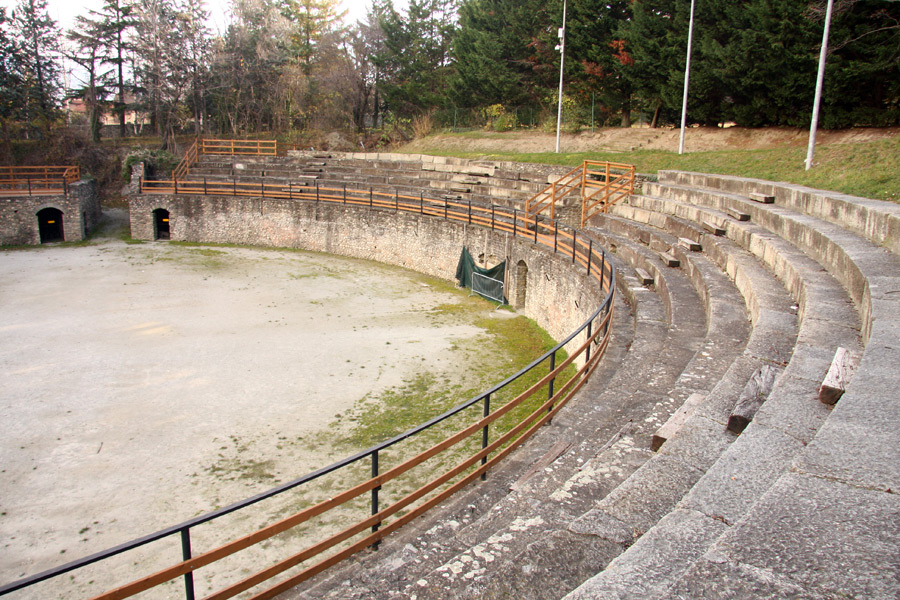
수사의 로마 원형극장

- 수사 대성당(이탈리아어: Cattedrale di San Giusto) (1029년).
- 기원전 8년 로마화된 수구시아 추장이 아우구스투스를 위해 세운 개선문 아우구스투스 개선문.
- 로마 원형극장.[5]
- 아델라이데 후작 부인의 성. 고대 로마의 프라이토리움과 같은 장소에 위치했을 가능성이 높다.
- 피아차 사보이아의 고고학 유적지.

## 자매 도시
- 반스터플, 영국
- 브리앙송, 프랑스
- 파올라, 이탈리아

## 같이 보기
- 발 디 수사
- 트레노 알타 벨로치타
- 수사 로마 가톨릭 교구
- 수사 조약